# Рождение (фильм, 2004)
«Рожде́ние» (англ. Birth) — психологическая драма кинорежиссёра Джонатана Глэйзера с Николь Кидман в главной роли.

## Сюжет
Фильм начинается с долгого плана зимнего парка: камера следует за мужчиной, совершающим пробежку. Через несколько мгновений мужчина, забежав в тень под мостик, хватается за сердце и падает на землю. Картинка сменяется кадром только что родившегося младенца.
Вся картина выдержана в безжизненных серо-сине-зелёных тонах: интерьер апартаментов, где проживает главная героиня, дом мальчика, сцены на улицах зимнего Нью-Йорка — всё снято в едином стилевом ключе.
Николь Кидман играет Анну: непосредственно повествование начинается с посещения ею могилы своего скончавшегося мужа Шона. В машине её ожидает Джозеф (Дэнни Хьюстон); прошло десять лет с момента потери, и Джозеф в ближайшее время собирается сделать Анне предложение. На вечеринке, приуроченной к помолвке, появляется вся семья Анны: беременная сестра Лора (Элисон Эллиотт), мать Элеанор (Лорен Бэколл), и другие. Тем временем к дому подходят брат умершего Шона, Клиффорд (Питер Стормаре) и его жена Клара (Энн Хеч): Клара перед лифтом говорит Клиффорду, что забыла ленты для подарка, оставляет его, выбегает в парк и закапывает там пакет, предназначенный для помолвленных. Затем Клара возвращается с новым подарком. После того, как вечеринка закончена, в апартаментах появляется мальчик десяти лет (Кэмерон Брайт). Он застаёт семейство за ужином и заявляет Анне, что она не должна выходить замуж за Джозефа. На вопрос «Почему?» мальчик отвечает, что он — Шон, её муж.
Дальнейшие события разворачиваются неспешно, однако в очень напряжённом ритме: мальчик ни на миг не выказывает сомнений в том, что он — это умерший десять лет назад Шон. Сама Анна сначала пытается иронично относиться к происшедшему, но мальчик начинает говорить вещи, которые были известны только ей и её мужу. Здравый смысл не позволяет принимать всерьёз тезис о реинкарнации её мужа: Анна просит Джозефа найти родителей мальчика и повлиять на его поведение с их помощью. Джозеф приводит отца ребёнка; Шон падает без чувств, когда понимает, что их с Анной разлучают. Анна успевает застать эту сцену. Видно, что она сильно шокирована. Они с Джозефом едут в тот же вечер в оперу; приходят с опозданием на некой драматической сцене, камера крупным планом замирает на лице Анны примерно на полторы минуты. Анна находится практически на грани эмоционального срыва.
После этого она просит Боба (Арлисс Хауард), мужа Лоры и доктора по профессии, «проэкзаменовать» мальчика в надежде поймать его на лжи. Самозваный «Шон» рассказывает Бобу весьма интимные подробности взаимоотношений умершего Шона и Анны. Анна решается пригласить мальчика к себе в дом. Никто из семейных не понимает, как себя вести. Далее следует одна из наиболее скандальных сцен фильма: псевдо-Шон заходит в ванную комнату в то время, пока там находится Анна. Шон раздевается и залезает к ней в ванну. Анна просит его уйти. В этом момент камера ловит взгляд Джозефа, который наблюдает за происходящим. Во время камерного домашнего концерта мальчик доводит Джозефа до бешенства: он сидит сзади него и мерно постукивает по ножке его стула. В определённый момент Джозеф срывается и в гневе начинает бить мальчика. Анна тут же просит своего жениха покинуть квартиру. Джозеф собирает вещи и, по всей видимости, намерен прекратить отношения навсегда.
Анна едет к Клиффорду, брату Шона, чтобы сообщить о происходящем. Клара и Клиффорд выслушивают её, и Клиффорд решает встретиться с мальчиком. Во время встречи мальчик бросается к Клиффорду и обнимает его так, словно тот и правда его брат. Анна всё больше теряется в своих догадках. Она проводит с Шоном целый день и решает сбежать вместе с мальчиком, дождаться его совершеннолетия и узаконить их связь.
Тем временем Клара решает покончить с происходящим. Рано утром она приходит в дом, где живёт мальчик, и в резкой форме спрашивает его, зачем он всё это проделывает. Флэшбэк поясняет нам, что мальчик преследовал Клару в тот вечер, когда она закопала подарок — нераспечатанные письма, которые Анна писала мужу и которые Шон вручил Кларе в знак своей любви. Клара хотела вручить их Анне в день её помолвки, однако в последний момент передумала и решила избавиться от них, однако «Шон» их выкопал и превратил в свою историю. Клара требует от него признаться во всём обезумевшей от происходящего Анне.
Мальчик начинает скитаться по городу; ночью его застают полицейские возле огромного дерева, на котором он долгое время сидел в темноте. «Шон», с ног до головы грязный, сбегает от полиции и возвращается в квартиру Анны. Анна застаёт его в ванне; она уже полна решимости покинуть родных и город ради мальчика и их будущей любви, но тот говорит ей: «Я не Шон». Женщина трясёт его в ванне и кричит: «Ты солгал мне! Ты не Шон! Ты просто маленький мальчик! Ты солгал мне!». Анна отправляется к Джозефу, просит у него прощения за «помрачение рассудка» и говорит о том, что любит его и хочет в мужья. Джозеф прощает Анну.
Две заключительных мизансцены: 10-летний Шон, наряду с остальными детьми, фотографируется для школьного альбома; Анна выходит замуж за Джозефа. Свадьба проходит на берегу океана, невесту подзывают на свадебный снимок с мужем. Следующий кадр — Анна в намокшем свадебном платье плачет в истерике, стоя у кромки океана. Её окатывают волны, она вглядывается вдаль. К ней бежит жених, подхватывает её, пытаясь успокоить; руки Анны безвольно свисают, словно у мёртвой.

## В ролях
| Актёр          | Роль     |
| -------------- | -------- |
| Николь Кидман  | Анна     |
| Кэмерон Брайт  | юный Шон |
| Дэнни Хьюстон  | Джозеф   |
| Энн Хеч        | Клара    |
| Лорен Бэколл   | Элеанор  |
| Питер Стормаре | Клиффорд |
| Арлисс Хауард  | Боб      |
| Элисон Эллиотт | Лора     |

## Художественная ценность
Премьера фильма состоялась на Венецианском кинофестивале 8 сентября 2004 года в рамках основного конкурса. Журналисты во время показа крайне неоднозначно восприняли увиденное, высказав противоречивую реакцию по завершении пресс-показа: часть из них фильм освистала, однако большинство оказало фильму самый бурный приём. Фильм, однако, не получил никаких наград на фестивале.
Прокат фильма в США начался 29 октября 2004 года, произведя тот же эффект на заокеанских кинокритиков. Среди тех немногих, кто рискнул выступить в его защиту, был и самый влиятельный американский критик современности Роджер Эберт, написавший о фильме, что он «эффективен именно потому, что как раз так и стали бы действовать умные люди, окажись они в похожей ситуации». Однако большинство критических возгласов звучали именно потому, что фильм не оправдывал в финале вроде бы завязавшихся по сюжету «мистических ожиданий».
Негативному имиджу фильма сильно «способствовал» скандал в прессе, разгоревшийся за некоторое время до премьеры фильма. В Интернет просочился кадр из картины, в котором Николь Кидман сидит обнажённая в ванне с мальчиком. Тут же был растиражирован слух о том, что Кидман снялась в фильме в роли педофила, а реакция проактивных американских обществ не замедлила ждать: по их мнению, актриса уровня Кидман не может сниматься в картинах с подобной тематикой.
После выхода фильма зрители смогли увидеть истинную трактовку «сцены в ванне», однако имиджу картины это не помогло: фильм собрал в США кассу чуть больше 5 млн долларов, окупившись только за счёт неамериканского проката.
Так или иначе, Николь Кидман получила в 2005 году номинацию на премию «Золотой глобус» за роль Анны в категории «Лучшая драматическая актриса».

## Интересные факты
- Сцена, в которой обнажённые Николь Кидман и Кэмерон Брайт сидят в одной ванне, снималась с помощью специальных эффектов: актёры не снимались вместе для этого эпизода.
- Рекламные слоганы фильма: Be careful what you wish for; She wished her husband would come back from the dead. Now, he is back.
- Фильм так и не увидел широкого проката в России; релиз картины на видео состоялся 26 декабря 2005 года.
- Анна и Джозеф слушают в опере «Валькирию: первый отрывок» Рихарда Вагнера. В фильме звучит также отрывок из другой оперы Вагнера — «Лоэнгрин».

## Награды и номинации
| Премия                     | Категория                        | Номинант         | Результат |
| -------------------------- | -------------------------------- | ---------------- | --------- |
| «Золотой глобус»           | Лучшая женская роль — драма      | Николь Кидман    | Номинация |
| «Выбор критиков»           | Лучший молодой актёр или актриса | Кэмерон Брайт    | Номинация |
| «Сатурн»                   | Лучший фильм-фэнтези             |                  | Номинация |
| «Сатурн»                   | Лучшая женская роль              | Николь Кидман    | Номинация |
| «Сатурн»                   | Лучший молодой актёр или актриса | Кэмерон Брайт    | Номинация |
| Венецианский кинофестиваль | Золотой лев                      | Джонатан Глейзер | Номинация |